# Плесо (гурт)
«Плесо» (колишня назва «Dalai Lama») — український рок-гурт зі Львова.

## Історія
Грають разом із 2006 року. На конкурсі Global Battle Of The Bands 2008 року перемогли у львівському відборі, але загалом у всеукраїнському фіналі посіли 7-е місце.
2008 року «Dalai Lama» видали дебютну платівку — «The Sixth Turtle». На початку 2009 року концерти на підтримку альбому відбулися у Львові та Харкові. Учасники фестивалів «Славське Рок» 2009 і «Захід» 2013. Після 2009-го команда припинила свою діяльність, а її учасники працювали над іншими музичними проектами, виступивши разом лише на фесті «Захід» 2013 року.
У травні 2014 року гурт змінив назву на «Плесо».
Олександр Васецький, Олексій Петелько, Ігор Стахів заснували електронний гурт MOONZOO. У 2018 вони презентували свій перший кліп Alive.

## Склад
- Олександр Васецький — вокал, тексти;
- Назар Гайдучик — гітара;
- Олексій Петелько — бас-гітара;
- Сергій Немирський — ударні.